# Митрески, Александар
Александар Митреский (макед. Александар Митрески; 5 августа 1980, Охрид) — македонский футболист, центральный защитник. Выступал в национальной сборной Македонии.

## Биография
Свою карьеру Александар начал в юношеском клубе «Иттиген». В 12 лет Александар перешёл в юношескую команду клуба «Янг Бойза». Спустя 6 лет, в 1998 году Митреский дебютировал в основной команде «Янг Бойза». В 2002 году за 1 млн швейцарских франков его приобрёл другой швейцарский клуб «Грассхоппер». В составе «Грассхопперса» Митреский провёл 103 матча и забил 3 мяча, а также стал в 2003 году чемпионом Швейцарии.
В 2006 году Александар перешёл в немецкий «Кёльн», который на тот момент выступала во второй Бундеслиге. Дебют Митреского состоялся 14 августа 2006 года в матче первого тура второй Бундеслиге против клуба «Аугсбург», который завершился со счётом 0:2 в пользу «Кёльна». В своём дебютном сезоне во второй Бундеслиге Александар провёл 27 матчей.
В сезоне 2007/08 Митреский сыграл 28 матчей, а его клуб по итогам сезона вернулся в Бундеслигу. В 2008 году Александар перешёл в клуб «Нюрнберг», который по итогам сезона 2007/08 вылетел из Бундеслиге, с клубом Митреский подписал контракт на один сезон. Дебютировал Александар за «Нюрнберг» 14 сентября 2008 года матче против клуба «Вехен Висбаден», завершившийся вничью 2:2. Всего за «Нюрнберг», Митреский в сезоне 2008/09 сыграл только два матча, а после окончания контракта, летом 2009 года, покинул команду.
В начале июля 2009 года Александар на правах свободного игрока перешёл в швейцарский «Сьон», заключив с клубом контракт на два года. Дебют Митреского за «Сьон» состоялся 22 июля 2009 года в матче первого тура чемпионата Швейцарии против «Люцерна», Александар отыграл весь матч, а его команда одержала домашнюю победу со счётом 3:1.

## Достижения
- Чемпион Швейцарии: 2003